# Ojo de Agua de Palmillas
Ojo de Agua de Palmillas är en ort i Mexiko.   Den ligger i kommunen Escuinapa och delstaten Sinaloa, i den centrala delen av landet, 800 km nordväst om huvudstaden Mexico City. Ojo de Agua de Palmillas ligger 11 meter över havet och antalet invånare är 2 833.
Terrängen runt Ojo de Agua de Palmillas är platt västerut, men österut är den kuperad. Runt Ojo de Agua de Palmillas är det ganska glesbefolkat, med 40 invånare per kvadratkilometer. Närmaste större samhälle är Teacapán, 16,4 km sydväst om Ojo de Agua de Palmillas. I omgivningarna runt Ojo de Agua de Palmillas växer i huvudsak lövfällande lövskog.